# Jamie Hampton
Jamie Hampton, née le 8 janvier 1990 à Francfort, est une joueuse de tennis américaine, professionnelle de 2009 à 2020.

## Biographie
Jamie Hampton est née le 8 janvier 1990 à Francfort en Allemagne de l'Ouest, car son père travaillait là-bas dans l'armée américaine, tandis que sa mère était mère au foyer. Elle a des origines sud-coréennes par sa mère. Elle a déménagé à Enterprise en Alabama à l'âge de trois ans, puis à Auburn à l'âge de treize ans. Elle a commencé à jouer au tennis à l'âge de huit ans. Elle a été opérée du poignet à 16 ans. Elle est devenue professionnelle en septembre 2009. Son plus grand souvenir de carrière est d'avoir remporté son premier match dans un tournoi du Grand Chelem en 2012 à l'Open d'Australie, qui est aussi son tournoi préféré.
Ses joueurs préférés sont Roger Federer et David Nalbandian.

## Style de jeu

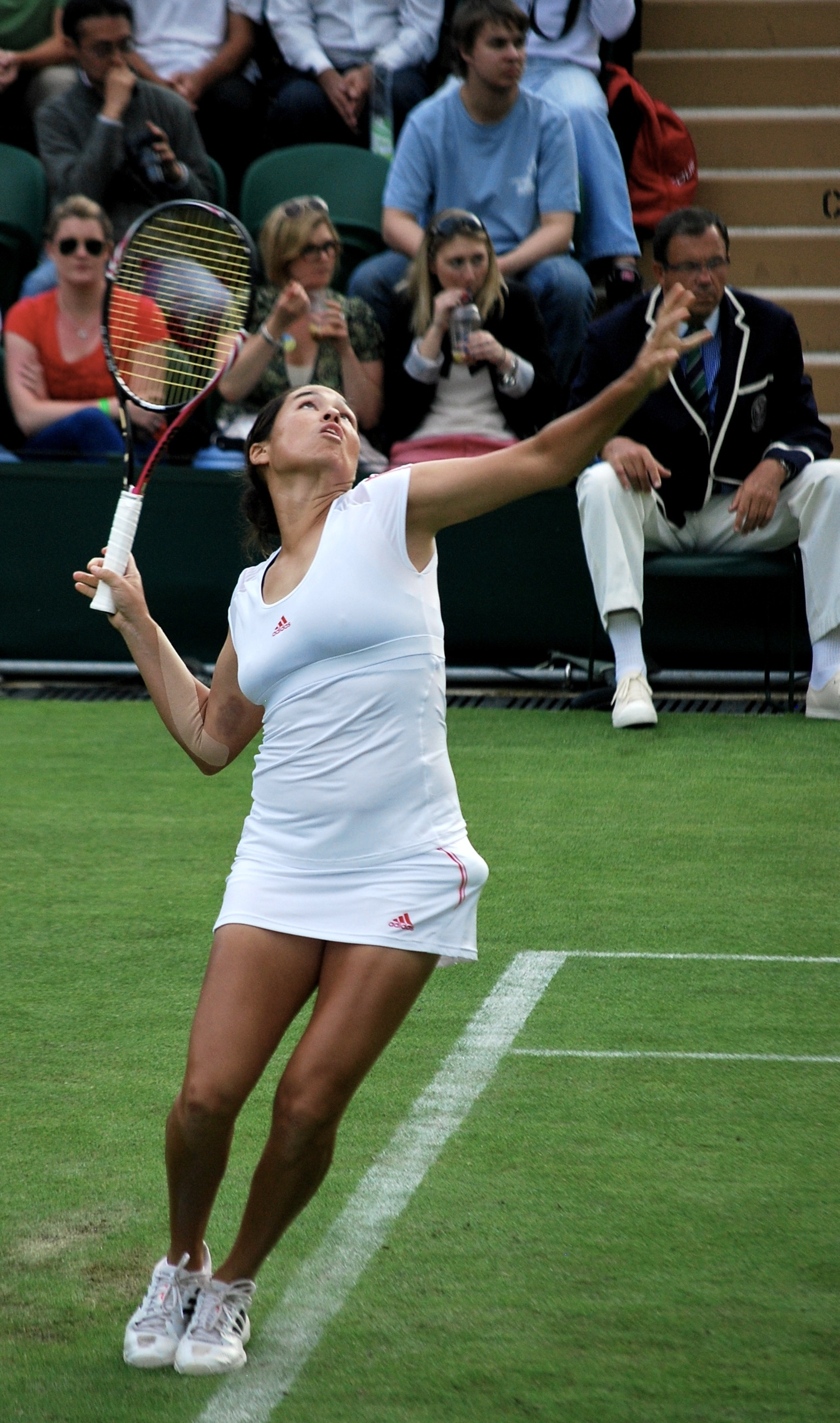
Jamie Hampton au service.

Jamie Hampton s'appuie sur un premier service performant pouvant dépasser les 175 km/h, ainsi qu'un second service généralement compris entre 140 et 150km/h en seconde balle. Elle possède un coup droit et un revers d'excellente qualité en lift, à plat ou en slice, est capable de frapper fort dans la balle et de réaliser des contre-pied. Son revers le long de la ligne est son arme la plus dangereuse pour l'adversaire qu'elle réalise très souvent après avoir fait le décalage. Elle possède également un excellent touché de balle qui lui permet de réaliser des amorties gagnantes à tout instant. Elle possède également une bonne volée et est plutôt bonne sous les smatchs. Jamie est excellente au retour de service mais commet de nombreuses fautes directes qui peuvent parfois lui poser problème lors des points importants. Elle connaît également certaines difficultés à maîtriser le vent au service, son lancé de balle étant très haut à l'instar de Robin Söderling ou Tomáš Berdych.
Victoria Azarenka et Jelena Janković la qualifient comme une joueuse de grand talent ayant un grand avenir.
Elle possède également un grand mental qui lui a permis de remporter des victoires prestigieuses contre Roberta Vinci à Bruxelles alors que celle-ci servait pour le match, contre Lucie Šafářová à Roland-Garros et à Eastbourne en sauvant des balles de match ou face à Caroline Wozniacki à Eastbourne.
Elle joue bien sur toutes les surfaces même si elle a une préférence pour le Dur.

## Carrière
Elle constitue l'un des espoirs du tennis féminin avec Caroline Garcia, Eugenie Bouchard, Laura Robson, Madison Keys, Mónica Puig ou Simona Halep.

### 2010: les débuts
Elle obtient une wildcard pour jouer l'US Open où elle s'incline contre la tête de série no 22 María José Martínez Sánchez (6-4, 3-6, 6-0).

### 2011

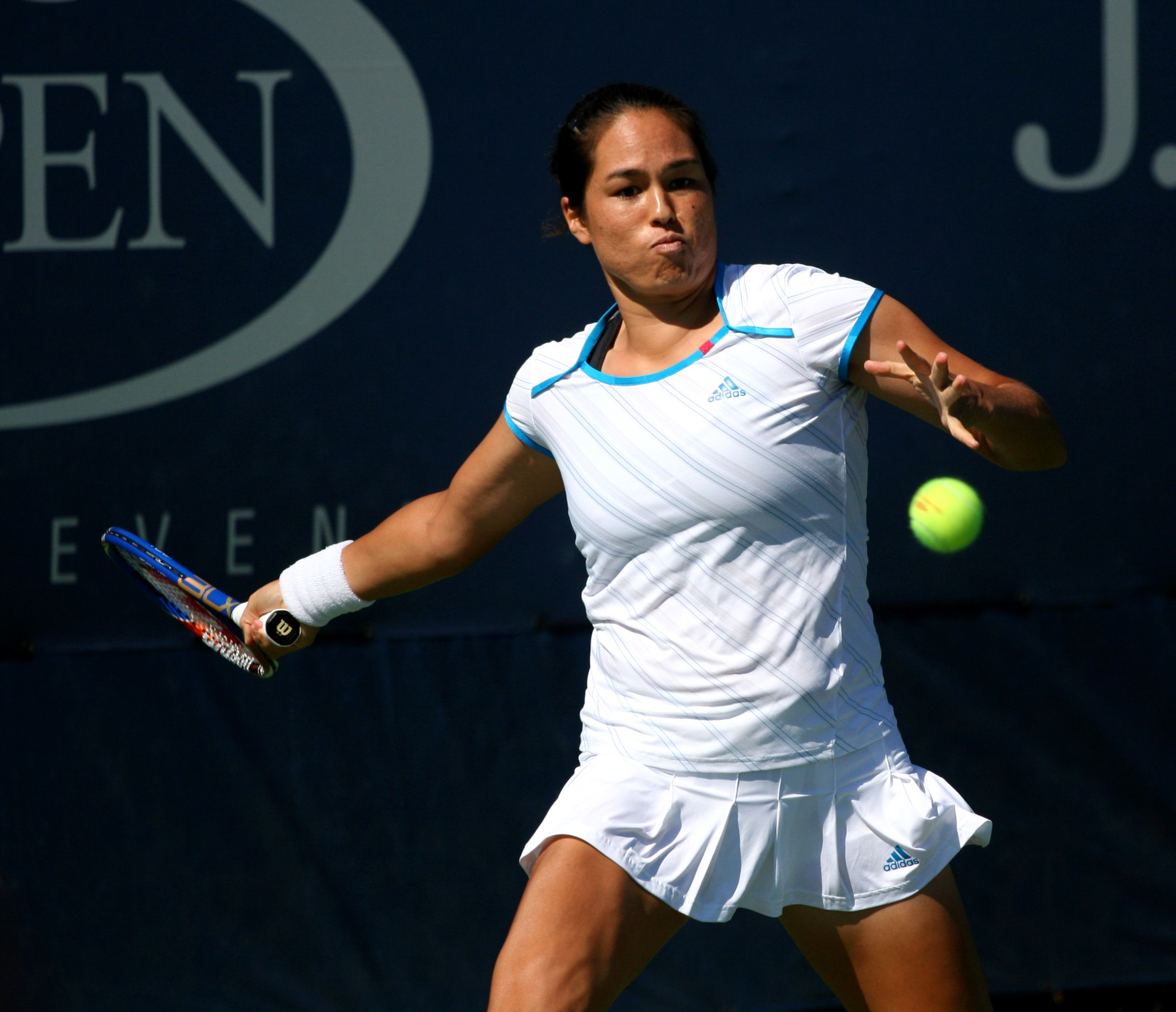
Jamie Hampton à l'US Open en 2011.

Elle dispute l'Open d'Australie où, après être passée par les qualifications, elle est battue au premier tour par Elena Baltacha (3-6, 6-4, 7-5).
Elle dispute l'Open d'Indian Wells après avoir disputé les qualifications. Elle s'incline contre Sloane Stephens (6-2, 6-4). Elle participe ensuite à l'Open de Miami après être passée par les qualifications, où elle bat Ajla Tomljanović (3-6, 7-5, 6-0) avant de s'incliner contre Andrea Petkovic (6-2, 7-5).
Titulaire d'une wildcard à l'US Open, elle s'incline en trois manches contre Elena Baltacha (2-6, 6-2, 5-1, abandon) dans un match au cours duquel elle est victime de crampes dans le troisième set puis d'un malaise causé par les crampes qui ont paralysé ses genoux.
Elle atteint sa première finale sur le circuit WTA au Challenge Bell dans le tournoi de double avec comme partenaire Anna Tatishvili où elles s'inclinent contre Raquel Kops-Jones et Abigail Spears (6-1, 3-6, 10-6).
Elle termine la saison à la 137e place mondiale à la WTA.

### 2012

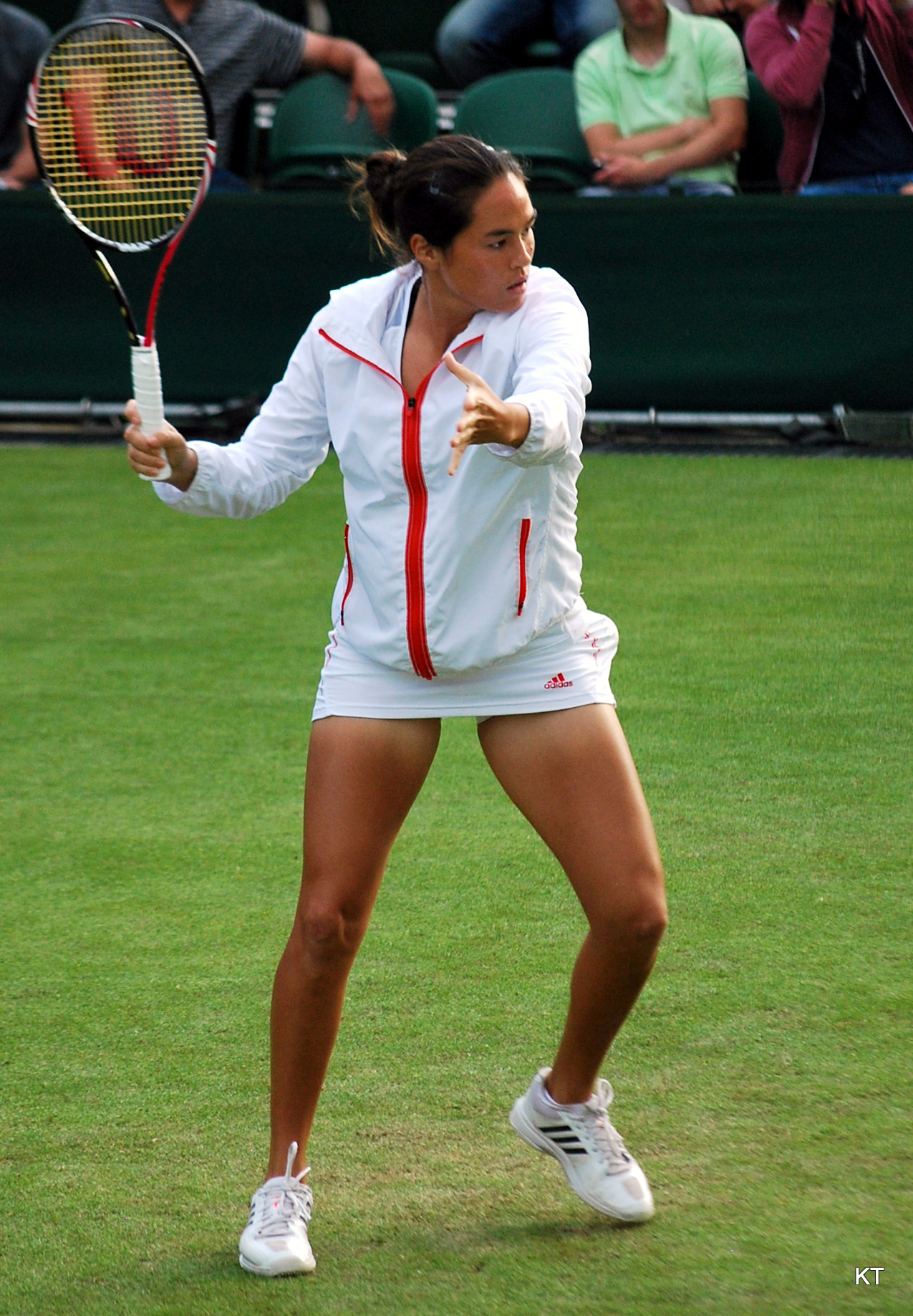
Jamie Hampton s'échauffant à Wimbledon.

Elle commence sa saison au Classic d'Auckland où, après être passée par les qualifications, elle est battue au premier tour par Monica Niculescu (7-61, 6-1). Elle participe ensuite à l'Open d'Australie où, après être passée par les qualifications, elle bat Mandy Minella (6-1, 6-1) avant de s'incliner contre Maria Sharapova (6-0, 6-1).
Passée par les qualifications au tournoi de Memphis, elle bat Magdaléna Rybáriková (7-67, 6-0) avant de s'incliner contre Vera Dushevina (6-4, 6-3). Titulaire d'une wildcard à l'Open d'Indian Wells, elle bat Polona Hercog (6-0, 6-1), sa première top 20, la tête de série no 12, Jelena Janković (6-4, 6-3), Jarmila Gajdošová (6-2, 6-71, 6-2) avant de s'incliner contre Agnieszka Radwańska (6-3, 4-6, 3-0 ab.), victime de crampes dans le troisième set. Elle passe les qualifications puis dispute l'Open de Miami où Polona Hercog prend sa revanche deux semaines après Indian Wells (6-1, 6-3).
Elle commence la saison sur terre battue à Charleston sur la terre battue verte, titulaire d'une |wildcard. Elle bat Sloane Stephens (7-5, 7-61) avant de s'incliner contre Samantha Stosur (6-0, 7-5). Elle échoue au premier tour des qualifications à l'Open d'Italie face à Mirjana Lučić (6-4, 6-2). Elle s'incline au premier tour de Roland-Garros contre Arantxa Rus (6-4, 4-3, abandon).
Elle dispute ensuite le tournoi de Wimbledon où elle bat la tête de série no 27 Daniela Hantuchová (6-4, 7-61) avant de s'incliner contre Heather Watson (6-1, 6-4).
À l'US Open, elle s'incline contre Marion Bartoli (6-3, 7-65), tête de série no 11 du tournoi.
Elle joue son dernier tournoi de l'année à l'Open du Japon, où elle est passée par les qualifications. Elle bat Caroline Garcia (6-2, 6-2), puis Kaia Kanepi avant de s'incliner contre Agnieszka Radwańska, tête de série no 3 et future finaliste du tournoi (6-4, 6-3)
Elle termine la saison à la 71e place mondiale.

### 2013: la révélation

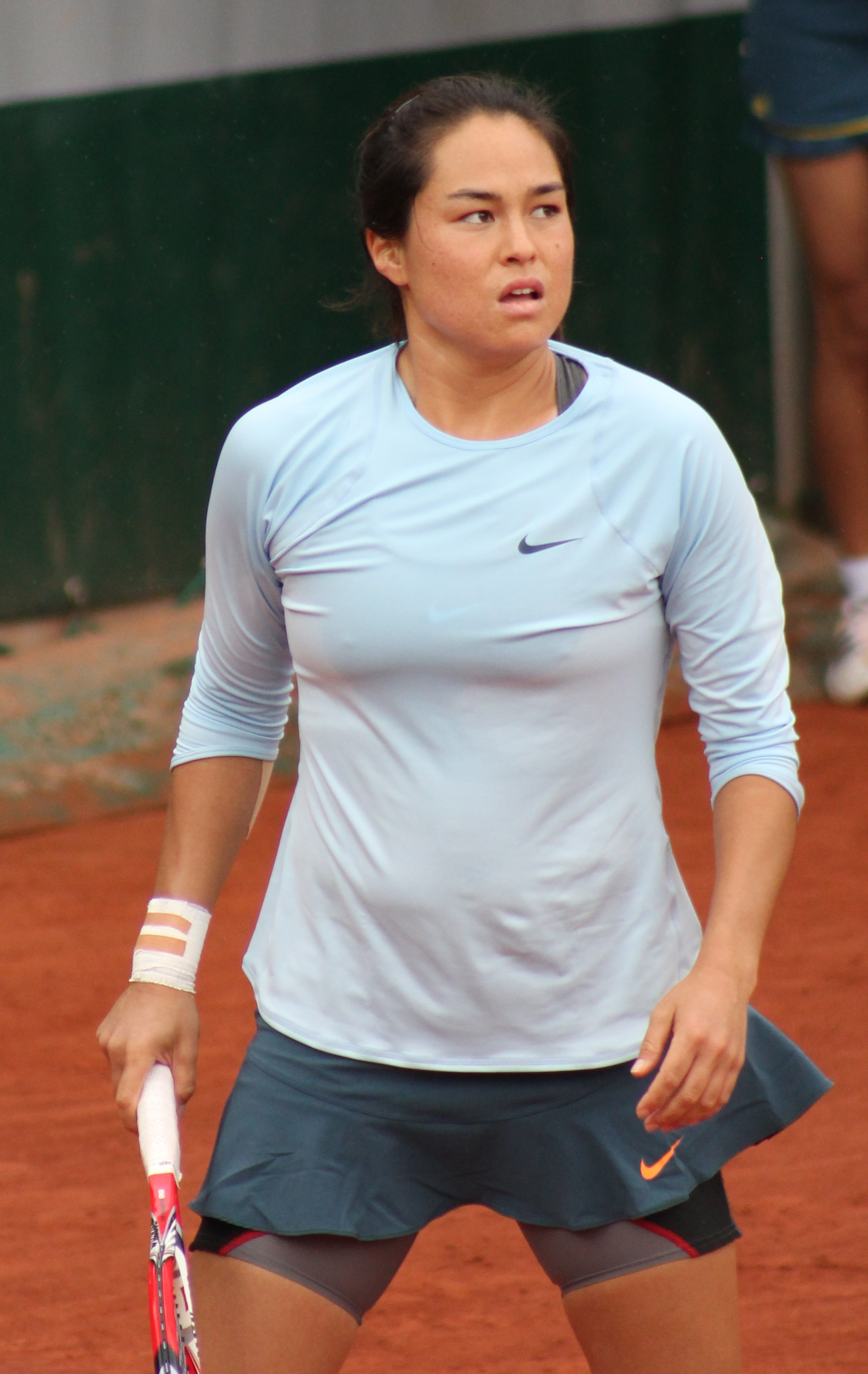
Jamie Hampton à Roland-Garros en 2013.

Elle commence sa saison au Classic d'Auckland où elle bat Zheng Jie (7-5, 6-1), tenante du titre, puis Marina Eraković (6-1, 7-65) et Kiki Bertens (6-1, 65-7, 6-2) avant de s'incliner en demi-finale contre la tête de série no 1 et no 4 mondiale Agnieszka Radwańska (7-64, 7-63) en ayant eu de nombreuses opportunités sur les jeux de retours mais commettant beaucoup plus de fautes directes que son adversaire. À l'Open d'Australie, après avoir battu Urszula Radwańska (6-2, 6-4) et Luksika Kumkhum (6-1, 6-2), elle fait jeu égal contre Victoria Azarenka au troisième tour, perdant la première manche sur une double faute et faisant le break d'entrée dans le dernier set, mais elle s'incline malgré tout avec une blessure au dos dans le deuxième set (6-4, 4-6, 6-2).
Elle dispute pour la première fois la Fed Cup avec l'équipe des États-Unis mais perd ses deux matchs contre Sara Errani (2-6, 1-6) et Roberta Vinci (2-6, 6-4, 1-6).
Elle revient au tournoi de Memphis en s'imposant contre la wildcard Garbiñe Muguruza (6-3, 6-3) puis contre Coco Vandeweghe (6-3, 6-0) avant de s'incliner contre Marina Eraković (7-5, 6-2). À l'Open d'Indian Wells, elle bat la wildcard Bethanie Mattek-Sands (5-7, 6-3, 6-1) puis Hsieh Su-wei (6-3, 6-3) avant de s'incliner contre Urszula Radwańska (6-0, 7-64). Elle dispute ensuite l'Open de Miami où elle s'impose contre Monica Niculescu (6-4, 6-3) avant de s'incliner dans le tie-break du troisième set contre Carla Suárez Navarro (5-7, 7-5, 7-63).
Elle commence sa saison sur la terre battue verte de Charleston, où elle s'incline contre Olga Govortsova (6-4, 6-73, 6-4). Après avoir perdu à l'Open de Rome et l'Open de Madrid aux qualifications pour préparer Roland-Garros, elle dispute l'Open de Bruxelles, où elle bat Yanina Wickmayer (1-6, 6-3, 6-4), la protégée de Kim Clijsters, Kirsten Flipkens (6-4, 3-6, 7-5), puis une spécialiste de la surface, Roberta Vinci (5-7, 6-3, 7-5) avant de s'incliner en demi finale contre Kaia Kanepi (7-64, 6-4), future vainqueur du tournoi. À Roland-Garros, elle bat Lucie Šafářová (7-65, 3-6, 9-7) au terme d'un match marathon, puis Anna Schmiedlová (7-5, 6-2) et Petra Kvitová (6-1, 7-67), 7e tête de série. Son brillant parcours s'achève en huitième de finale contre Jelena Janković (6-0, 6-2) et lui permet d'intégrer le top 50 pour la première fois.
Elle commence sa saison sur gazon au Classic de Birmingham où elle bat Hsieh Su-Wei (6-2, 6-3) avant de s'incliner contre Madison Keys (2-6, 6-3, 7-63). Après avoir passé les qualifications au tournoi d'Eastbourne, elle bat Agnieszka Radwańska, no 4 mondiale, (7-62, 6-2), puis à nouveau Hsieh Su-wei (6-4, 7-62), puis Lucie Šafářová (3-6, 7-61, 6-4) et Caroline Wozniacki (68-7, 7-5, 6-3) en ayant sauvé trois balles de matchs pour se qualifier pour sa première finale sur le circuit WTA. Elle s'incline contre Elena Vesnina (6-2, 6-1) malgré cinq balles de break. Cette finale lui permet de rentrer dans le top 30 pour la première fois. Elle s'incline au premier tour de Wimbledon contre Sloane Stephens (6-3, 6-3).
Elle reprend la compétition au Classic de Stanford où elle est tête de série dans un tournoi pour la première fois et exemptée de premier tour (tête de série no 4). Elle s'impose en trois sets contre la wildcard Nicole Gibbs (7-5, 6-75, 6-3) avec de nombreux breaks dans le deuxième set, puis Vera Dushevina (6-4, 6-3) avant de s'incliner contre Agnieszka Radwańska en demi-finale (6-3, 6-2). Elle dispute ensuite l'Open du Canada où elle s'incliner d'entrée contre Carla Suárez Navarro (6-4, 6-4). A l'Open de Cincinnati, elle bat Anastasia Pavlyuchenkova (7-5, 4-6, 6-3) avant de s'incliner contre Samantha Stosur (6-3, 7-63). A l'US Open, elle remporte son premier match dans le tournoi contre Lara Arruabarrena (6-4, 6-2) puis elle bat Kristina Mladenovic (7-5, 6-4) avant de s'incliner au troisième tour contre Sloane Stephens (6-1, 6-3). Elle n'aura remporté son service qu'à deux reprises dans le match mais signe sa meilleure performance à New York.
Elle termine l'année à la 28e place mondiale avec à la clé plusieurs victoires de prestige contre Roberta Vinci, Lucie Šafářová, Agnieszka Radwańska ou Caroline Wozniacki.

### 2014-2020: éloignement des courts puis annonce de sa retraite
Elle commence sa saison 2014 au Classic d'Auckland où elle est tête de série no 5. Sur son parcours, elle bat Tamira Paszek, Kristýna Plíšková puis Lauren Davis (6-2, 4-6, 6-4) mais elle doit déclarer forfait pour sa demi-finale contre Venus Williams à cause d'une blessure à la hanche contractée à l'entraînement. Elle déclare par la suite forfait pour l'Open d'Australie et tous les tournois auxquels elle devait participer. Elle n'a pas rejoué sur le circuit depuis janvier 2014 et a subi de multiples opérations; elle conservait l'espoir de revenir sur le circuit mais en mai 2020, elle annonce sa retraite sportive.

## Palmarès

### Finale en simple dames
| No | Date       | Nom et lieu du tournoi          | Catégorie | Dotation  | Surface      | Vainqueure    | Score    |          |
| -- | ---------- | ------------------------------- | --------- | --------- | ------------ | ------------- | -------- | -------- |
| 1  | 17/06/2013 | AEGON International, Eastbourne | Premier   | 690 000 $ | Gazon (ext.) | Elena Vesnina | 6-2, 6-1 | Parcours |

### Finale en double dames
| No | Date       | Nom et lieu du tournoi | Catégorie | Dotation  | Surface         | Vainqueures                      | Partenaire      | Score            |          |
| -- | ---------- | ---------------------- | --------- | --------- | --------------- | -------------------------------- | --------------- | ---------------- | -------- |
| 1  | 12/09/2011 | Challenge Bell Québec  | Intern'l  | 220 000 $ | Moquette (int.) | Raquel Kops-Jones Abigail Spears | Anna Tatishvili | 6-1, 3-6, [10-6] | Parcours |

## Parcours en Grand Chelem

### En simple dames
| Année | Open d'Australie | Open d'Australie  | Internationaux de France | Internationaux de France | Wimbledon       | Wimbledon       | US Open         | US Open         |
| ----- | ---------------- | ----------------- | ------------------------ | ------------------------ | --------------- | --------------- | --------------- | --------------- |
| 2010  | —                | —                 | —                        | —                        | —               | —               | 1er tour (1/64) | M. J. Martínez  |
| 2011  | 1er tour (1/64)  | Elena Baltacha    | —                        | —                        | —               | —               | 1er tour (1/64) | Elena Baltacha  |
| 2012  | 2e tour (1/32)   | Maria Sharapova   | 1er tour (1/64)          | Arantxa Rus              | 2e tour (1/32)  | Heather Watson  | 1er tour (1/64) | Marion Bartoli  |
| 2013  | 3e tour (1/16)   | Victoria Azarenka | 1/8 de finale            | Jelena Janković          | 1er tour (1/64) | Sloane Stephens | 3e tour (1/16)  | Sloane Stephens |

N.B. : à droite du résultat se trouve le nom de l'ultime adversaire.

### En double dames
| Année | Open d'Australie | Open d'Australie | Internationaux de France | Internationaux de France | Wimbledon | Wimbledon | US Open                       | US Open                        |
| ----- | ---------------- | ---------------- | ------------------------ | ------------------------ | --------- | --------- | ----------------------------- | ------------------------------ |
| 2006  | —                | —                | —                        | —                        | —         | —         | 1er tour (1/32) A. Weinhold   | Chakvetadze Elena Vesnina      |
| 2007  | —                | —                | —                        | —                        | —         | —         | 1er tour (1/32) Melanie Oudin | Chan Yung-jan Chuang Chia-jung |
| 2008  | —                | —                | —                        | —                        | —         | —         | 1er tour (1/32) C. Vandeweghe | M. Camerin Gisela Dulko        |
| 2009  | —                | —                | —                        | —                        | —         | —         | —                             | —                              |
| 2010  | —                | —                | —                        | —                        | —         | —         | 2e tour (1/16) Melanie Oudin  | M. Kirilenko A. Radwańska      |
| 2011  | —                | —                | —                        | —                        | —         | —         | 1er tour (1/32) Alexa Glatch  | Hilary Barte M. Burdette       |

N.B. : le nom de la partenaire se trouve sous le résultat ; le nom des ultimes adversaires se trouve à droite.

## Parcours en «Premier Mandatory» et «Premier 5»
Découlant d'une réforme du circuit WTA inaugurée en 2009, les tournois WTA « Premier Mandatory » et « Premier 5 » constituent les catégories d'épreuves les plus prestigieuses, après les quatre levées du Grand Chelem.

### En simple dames
| Année |              | Premier Mandatory           | Premier Mandatory          | Premier Mandatory | Premier Mandatory |       | Premier 5 | Premier 5 | Premier 5  | Premier 5                 | Premier 5                 | Premier 5                  | Premier 5                  |
| Année | Indian Wells | Miami                       | Madrid                     | Pékin             |                   | Dubaï | Rome      | Canada    | Cincinnati | Tokyo                     | Tokyo                     |                            |                            |
| Année | Indian Wells | Miami                       | Madrid                     | Pékin             | Doha              |       | Rome      | Canada    | Cincinnati | Tokyo                     | Tokyo                     |                            |                            |
| Année | Indian Wells | Miami                       | Madrid                     | Pékin             |                   |       | Rome      | Canada    | Cincinnati | Tokyo                     | Tokyo                     |                            |                            |
| 2010  |              |                             |                            |                   |                   |       |           |           |            |                           | 1er tour (1/32) S. Errani |                            |                            |
| 2011  |              | 1er tour (1/64) S. Stephens | 2e tour (1/32) A. Petkovic |                   |                   |       |           |           |            |                           |                           |                            |                            |
| 2012  |              | 4e tour (1/8) A. Radwańska  | 1er tour (1/64) P. Hercog  |                   |                   |       |           |           |            |                           |                           | 3e tour (1/8) A. Radwańska | 3e tour (1/8) A. Radwańska |
| 2013  |              | 3e tour (1/16) U. Radwańska | 2e tour (1/32) C. Suárez   |                   |                   |       |           |           |            | 1er tour (1/32) C. Suárez | 2e tour (1/16) S. Stosur  |                            |                            |

Sous le résultat, l’ultime adversaire.

### En double dames
| Année                  | Premier Mandatory | Premier Mandatory | Premier Mandatory | Premier Mandatory | Premier Mandatory | Premier Mandatory | Premier Mandatory | Premier Mandatory | Premier 5 | Premier 5 | Premier 5 | Premier 5             | Premier 5        | Premier 5 | Premier 5 | Premier 5             | Premier 5       | Premier 5  | Premier 5 | Premier 5 | Premier 5 | Premier 5 |
| Année                  | Indian Wells      | Indian Wells      | Miami             | Miami             | Madrid            | Madrid            | Pékin             | Pékin             | Dubaï     | Dubaï     | Doha      | Doha                  | Rome             | Rome      | Canada    | Canada                | Cincinnati      | Cincinnati | Tokyo     | Tokyo     | Wuhan     | Wuhan     |
| ---------------------- | ----------------- | ----------------- | ----------------- | ----------------- | ----------------- | ----------------- | ----------------- | ----------------- | --------- | --------- | --------- | --------------------- | ---------------- | --------- | --------- | --------------------- | --------------- | ---------- | --------- | --------- | --------- | --------- |
| 2010                   |                   |                   |                   |                   |                   |                   |                   |                   |           |           |           |                       |                  |           |           |                       |                 |            |           |           |           |           |
| —                      | —                 | —                 | —                 | —                 | —                 | —                 | —                 | —                 | —         |           |           | —                     | —                | —         | —         | 1er tour (1/16) Oudin | Mirza Niculescu | —          | —         |           |           |           |
| 2011                   |                   |                   |                   |                   |                   |                   |                   |                   |           |           |           |                       |                  |           |           |                       |                 |            |           |           |           |           |
| 1er tour (1/16) Oudin  | Chuang Dulgheru   | —                 | —                 | —                 | —                 | —                 | —                 | —                 | —         |           |           | —                     | —                | —         | —         | —                     | —               | —          | —         |           |           |           |
| 2012                   |                   |                   |                   |                   |                   |                   |                   |                   |           |           |           |                       |                  |           |           |                       |                 |            |           |           |           |           |
| 1er tour (1/16) McHale | Kirilenko Petrova | —                 | —                 | —                 | —                 | —                 | —                 |                   |           | —         | —         | 1/2 finale Tatishvili | Makarova Vesnina | —         | —         | —                     | —               | —          | —         |           |           |           |

N.B. : le nom de la partenaire se trouve sous le résultat ; le nom des ultimes adversaires se trouve à droite.

## Parcours en Fed Cup
| #                                                              | Date       | Lieu   | Surface      | Gagnante(s)   | Perdante(s)   | Score         |          |
|                                                                |            |        |              |               |               |               |          |
| 2013 - 1er tour (groupe mondial) - Italie - États-Unis - 3 : 2 |            |        |              |               |               |               |          |
| 1                                                              | 09/02/2013 | Rimini | Terre (int.) | Sara Errani   | Jamie Hampton | 6-2, 6-1      | Parcours |
| 1                                                              | 09/02/2013 | Rimini | Terre (int.) | Roberta Vinci | Jamie Hampton | 6-2, 4-6, 6-1 | Parcours |

## Classements WTA en fin de saison
| Année          | 2006 | 2007 | 2008 | 2009 | 2010 | 2011 | 2012 | 2013 | 2014 |
| Rang en simple | 757  | 591  | 628  | -    | 136  | 137  | 71   | 28   | 339  |
| Rang en double | -    | 741  | 611  | -    | 245  | 113  | 104  | -    | -    |

source : (en) Classements de Jamie Hampton sur le site officiel de la Fédération internationale de tennis